# Норвезька спіральна аномалія

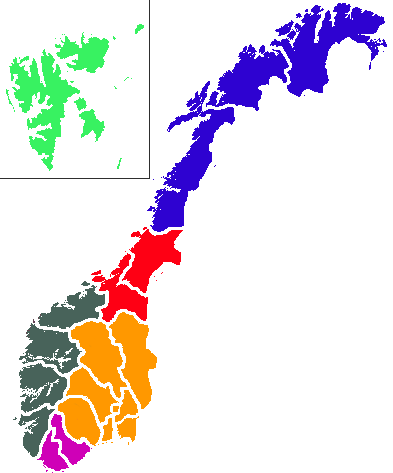
Карта Норвегії, червоним (Тренделаг) і синім (Північна Норвегія) кольорами позначено райони в яких спостерігалося світло

Норвезька спіральна аномалія 2009 року (норв. spiralformede lysmønsteret, «спіральний світловий візерунок», «spiralformede lysfenomenet», «світловий феномен спіральної форми») з'явилась в нічному небі над Норвегією 9 грудня 2009 року. Її було видно з північної Норвегії та Швеції, було зроблено кілька фотографій. Спіраль складалася з синього пучка світла з сіруватою спіраллю, що виходила з одного кінця. Світло можна було побачити в усьому Тренделагу на півдні (два округи, позначені червоним кольором на карті праворуч) і в усіх трьох північних округах, які складають Північну Норвегію, а також у Північній Швеції; подія тривала 10 хвилин. Згідно з джерелами, вона була схожа на блакитне світло, що виходить із-за гори, зупиняється в повітрі та починає обертатися по спіралі назовні. Подібна, але менш вражаюча подія також відбулася в Норвегії місяцем раніше. Обидві події мали візуальні ознаки невдалих польотів російських БРПР РСМ-56 «Булава», і Міноборони Росії незабаром повідомило, що така подія мала місце 9 грудня.

## Початкові припущення
Норвезький метеорологічний інститут отримав сотні дзвінків, оскільки мешканці хотіли знати, що вони бачать. Відомий норвезький астроном Кнут Йорген Ред Одегаард зазначив, що область, над якою спостерігали світло, була надзвичайно великою, вона охоплювала всю Північну Норвегію та Тренделаг. Також було висунуто припущення, що це міг бути рідкісний, ніколи раніше не бачений варіант північного сяйва[джерело?].
Ентузіасти НЛО одразу ж почали ставити питання, чи може це повітряне сяйво бути доказом позаземного розуму, припускаючи, серед іншого, що це може бути кротовина, що відкривається, або що сяйво якось пов'язане з нещодавніми експериментами з частками високої енергії, проведеними на Великому адронному колайдері в Швейцарії.

## Випробування балістичної ракети
10 грудня 2009 року Міноборони Росії оголосило про невдачу випробування ракети «Булава». За словами речника, «перші два ступені ракети відпрацювали нормально, але на наступній третій стадії траєкторії сталася технічна несправність». Російський аналітик з питань оборони Павло Фельгенгауер заявив AFP, що «такі вогні та хмари з'являються час від часу, коли ракета дає збій у верхніх шарах атмосфери, і що про це повідомлялося раніше … Принаймні цей невдалий тест зробив для норвежців гарний феєрверк». За деякий час до російської заяви Джонатан Макдауелл, астрофізик із Гарвардсько-Смітсонівського центру астрофізики, вже припустив, що незвичайне світлове явище сталося, коли сопло третього ступеня ракети було пошкоджено, в результаті чого вихлоп вийшов убік і змусив ракету обертатися.